# La Traque (film, 1984)
Pour les articles homonymes, voir La Traque.
Pour plus de détails, voir Fiche technique et Distribution.
La Traque (Wedle wyroków twoich...) est un film polonais réalisé par Jerzy Hoffman, sorti en 1984.

## Fiche technique
- Titre : La Traque
- Titre original : Wedle wyroków twoich...
- Réalisation : Jerzy Hoffman
- Scénario : Jerzy Hoffman
Jan Purzycki
- Musique : Andrzej Korzyński
- Photographie : Jerzy Gościk
- Montage : Zenon Piórecki
- Costumes : Marta Kobierska
- Société de production : Zespół Filmowy Zodiak
CCC-Filmkunst GmbH
- Pays d'origine :  Pologne,  Allemagne de l'Ouest
- Format :
- Genre : Drame
- Durée : 98 minutes (1 h 38)
- Date de sortie : 
  - Pologne : 3 septembre 1984

## Distribution
- Sharon Brauner : Ruth
- Anna Dymna : Rachel, tante de Ruth
- Günter Lamprecht : Hauptmann Kurt Kleinschmidt
- Mathieu Carrière : Obersturmführer Walter Knoch
- Ryszarda Hanin : Sœur Teresa
- Alicja Jachiewicz : femme de Mach
- Barbara Ludwiżanka : vieille femme juive
- Halina Łabonarska : femme de Kleinschmidt
- Włodzimierz Boruński : Grand-Père Ruth
- Piotr Fronczewski
- Włodzimierz Nowak : Kramer
- Marian Opania : photoraphe Mach
- Lech Sołuba
- Janusz Gajos
- Edward Żentara : Rudi
- Edward Bukowian
- Elżbieta Jagielska
- Maciej Kozłowski
- Tadeusz Kożusznik